# Paulina Paszek
Paulina Paszek (n. 27 octombrie 1997, Bielsko-Biała, Polonia) este o caiacistă ce a reprezentat Germania, medaliată olimpică. A participat la o ediție a Jocurilor Olimpice (2024) în care a câștigat o medalie de bronz.